# El Llano, Ocampo
El Llano är en ort i Mexiko.   Den ligger i kommunen Ocampo och delstaten Michoacán de Ocampo, i den södra delen av landet, 130 km väster om huvudstaden Mexico City. El Llano ligger 2 308 meter över havet och antalet invånare är 227.
Terrängen runt El Llano är lite bergig. Runt El Llano är det ganska tätbefolkat, med 160 invånare per kvadratkilometer. Närmaste större samhälle är Heróica Zitácuaro, 18,7 km söder om El Llano. I omgivningarna runt El Llano växer huvudsakligen savannskog.